# Toshio Shibata
Toshio Shibata, en idioma japonés 柴田 敏雄, (1949 - ) es un fotógrafo japonés conocido por sus fotografías de gran tamaño de obras de ingeniería civil en paisajes despoblados.
Nació en Tokio y se graduó como licenciado en Arte en 1972 en la Universidad de Tokio y en 1974 realizó un máster en Arte en el que se centró principalmente en la pintura. Tras trabajar durante un año recibió una beca del Ministerio belga de Educación para estudiar en la Real Academia de Bellas Artes de Gante entre 1975 y 1977 donde comenzó sus estudios de fotografía. El motivo de estudiar fotografía fue la visita a una exposición del grupo f/64 que se realizó en París. Su primera exposición individual de fotografía la celebró en 1979 y posteriormente ha expuesto en numerosas ocasiones, desde 1987 es profesor de fotografía en Tokio.
A partir de 1980 empezó a dedicarse a realizar fotografías del paisaje nocturno y sus imágenes se caracterizan por la intemporalidad.
En 1991 recibió el premio Ihei Kimura.
Entre los libros que ha publicado se encuentran:
- Nihon tenkei/Fotografías de Toshio Shibata.  Tokio: Shinbunsha Asahi, 1992. ISBN 402256508X.
- En colaboración con Yoshio Nakamura,  Tera: Sokei suru daichi: Shashinshū/Terra.  Tokio: Shuppan Toshi, 1994. ISBN 4924831123.
- Toshio Shibata: 11 de octubre de 1997 al 04 de enero 1998.  Chicago: Museo de Arte Contemporáneo, 1997. ISBN 0933856512.
- Visiones Toshio Shibata de Japón.  Kyoto: Korinsha de 1998. ISBN 4771328056.
- Tipo 55.  Tucson, Arizona: Nazraeli de 2004. ISBN 1590050754.
- Dam  Nazraeli de 2004. ISBN 1590050819.
- Juxtapose.  Kamakura, Kanagawa: Galería de Kamakura, 2005.[3]
- Paisaje 2.  Portland, Oregon: Nazraeli de 2008. ISBN 9781590052389. Fotografías en color.
- Aún en la noche.  Koganei, Tokio: Galería Soh, 2008. En blanco y negro, trata sobre la noche en las autopistas de Japón (1982-86). Los títulos y el texto en japonés e inglés.
- Randosukēpu: Toshio Shibata. Tokio: Ryoko Yomiuri Shuppansha de 2008. ISBN 9784897522852. En blanco y negro y en color.

## 
- Esta obra contiene una traducción  derivada de «Toshio Shibata» de Wikipedia en inglés, concretamente de esta versión, publicada por sus editores bajo la Licencia de documentación libre de GNU y la Licencia Creative Commons Atribución-CompartirIgual 4.0 Internacional.

- Datos: Q5546908